# Insulto
Un insulto è un'espressione, una dichiarazione o un comportamento considerato irrispettoso, sprezzante, umiliante o degradante nei confronti di un individuo o di un gruppo, o più precisamente un'azione o aggressione fisica, verbale o morale che viola la dignità di qualcuno. Gli insulti possono essere intenzionali o accidentali. Sebbene gli insulti intenzionali a volte possano includere informazioni basate sui fatti, sono generalmente presentati in modo peggiorativo, intesi a provocare una reazione emotiva negativa o ad avere un effetto dannoso. Gli insulti possono anche essere pronunciati involontariamente o in modo giocoso, ma in alcuni casi potrebbero avere effetti negativi anche quando non hanno lo scopo di danneggiare.
Un esempio del secondo caso è una semplice spiegazione ben intenzionata, che in realtà è superflua, ma tesa a sottovalutare l'intelligenza o la conoscenza altrui. In questi casi si può parlare anche di burla.

## Analisi
Se un discorso o un comportamento sono ritenuti offensivi, spesso dipende dal senso soggettivo della persona insultata. Ma gli insulti ad una persona, che potrebbe non badare al linguaggio sprezzante, potrebbero insultare indirettamente altri. Molti stati e comuni attuano proibizioni contro il linguaggio rozzo, offensivo o ingiurioso, lasciando decidere ai cittadini, alle forze dell'ordine e ai tribunali che cos'è e che cosa non è un insulto. A tal proposito si è sviluppato il concetto di "fighting words" come una forma di linguaggio proibito si è sviluppata nella giurisprudenza della costituzione degli Stati Uniti d'America.
Tuttavia, l'esclusione delle fighting words è interpretata in modo molto limitato e solo il linguaggio offensivo "senza senso" può essere soppresso; un discorso avente un significato letterario, artistico, politico o scientifico di un certo peso non può essere soppresso, anche se promiscuamente e malignamente offensivo, degradante o persino se incita la discriminazione razziale, etnica, religiosa o sessuale; negli Stati Uniti non c'è "diritto che non possa essere offeso".

Ad esempio, un creazionista potrebbe essere insultato venendo denominato "troglodita" per respingere la teoria dell'evoluzione di Darwin; sta di fatto che si tratta di discorsi politici e scientifici e, essendo tali, sono totalmente protetti dalla legge; lo stesso accadrebbe per un creazionista che denomina "scimmia" un darwiniano. Gli insulti rivolti come una satira in ambito artistico, per esempio in un romanzo, un film o una canzone, sono particolarmente considerati come un linguaggio protetto, soprattutto negli Stati Uniti.

## Utilizzo
Il ruolo degli insulti in senso sociale potrebbe essere meglio inteso attraverso un apprezzamento su come è usato il termine nell'ambito medico. Sebbene il linguaggio comune fa riferimento al detto "oltre al danno, anche la beffa", in un contesto medico le due cose combaciano. I medici esaminano gli infortuni, i danni, che risultano da un insulto in carne e ossa, causato da vari eventi traumatici. Nel contesto sociale, gli insulti sono parole che tendono a nuocere la psiche. Nell'umorismo, gli insulti potrebbero essere scambiati nella maggior parte dei modi in cui i lottatori si scambiano colpi nell'allenamento, in modo da sviluppare una resistenza al dolore di danni moderati oppure per allenarsi senza reale intenzione a ferire seriamente l'avversario.

## Tipologia

### Insulti comportamentali
Gli insulti non sono limitati alle parole. Ci sono anche dei comportamenti che possono risultare fuori luogo, oltrepassando delle leggi morali e risultando quindi una forma non verbale di insulto: un ospite che indossi un abbigliamento casual ad un evento formale può essere considerato un insulto agli altri invitati e all'organizzatore. Ad esempio, un militare che indossa vestiti casual è visto come una persona che insulta la propria uniforme.
Usi impropri di bandiere nazionali possono costituire altre forme non verbali di insulto.